# The Apocalypse (film 2007)
The Apocalypse è un film catastrofico statunitense del 2007 diretto da Justin Jones. È un B movie prodotto da The Asylum, società specializzata nelle produzioni di film a basso costo per il circuito direct-to-video.

## Trama
Un grande, gigantesco meteorite si sta dirigendo verso la Terra e minaccia di spazzare via la razza umana in un modo simile all'estinzione dei dinosauri.
Mentre i governi della Terra cominciano a mettere in piedi diversi progetti per deviare e poi distruggere il meteorite, due genitori - Jason e Ashley - cercano la loro bambina scomparsa a Los Angeles, districandosi tra le varie catastrofi innescate con l'avvicinarsi del meteorite verso la Terra. Jason e Ashley presto si rendono conto che non è con la tecnologia che riusciranno a trovare la loro bambina o a deviare il meteorite, ma con la fede e la religione. Riescono poi a trovare la figlia proprio nel momento in cui il meteorite sta per impattare. Mentre cercano di rincuorarsi dicendosi tra loro che si ritroveranno presto, il meteorite è ormai prossimo alla collisione con la Terra.

## Produzione
Il film fu prodotto da The Asylum e Faith Films e girato a Los Angeles, in California, nel 2007 con un budget stimato in un milione di dollari.  Il regista Kustin Jones dirigerà nel 2010 ancora una volta Rhett Giles e Kristen Quintrall nel film Quantum Apocalypse, altra produzione a sfondo apocalittico.

## Distribuzione
Il film è stato distribuito solo per l'home video. Alcune delle uscite internazionali sono state:
- 22 maggio 2007 negli Stati Uniti (The Apocalypse)
- 2 luglio 2008 in Giappone
- 3 dicembre 2008 in Croazia (Apokalipsa)
- in Spagna (Black hole - Destrucción de la tierra)
- in Grecia (I apokalypsi)
- in Ungheria (Vigyázat, világvége!)

## Promozione
La tagline è: "Today, Heaven and Earth Collide." ("Oggi, il cielo e la Terra si scontrano.").

## Critica
Secondo MYmovies il film è "deludente" mentre gli effetti speciali risultano "prevedibili" perché la storia appartiene ad un filone del genere catastrofico, quello dell'impatto meteoritico sulla Terra, già sfruttato più volte anche con tematiche a sfondo religioso e apocalittico, come fa The Apocalypse di Justin Jones.